# 月
月 (Lune, mois) est un kanji composé de 4 traits et fondé sur 月. Il fait partie des kyōiku kanji et est étudié en 1re année.
Il se lit ゲツ (getsu) ou ガツ (gatsu) en lecture on et つき (tsuki) en lecture kun.

## Utilisation

### Construction des mois
On utilise un chiffre (voir 一,二,三,四,五,六,七,八,九,十) suivi de ce kanji, le tout entièrement en lecture on comme ceci :
- 一月(イチガツ) : janvier
- 二月(ニガツ) : février
- 三月(サンガツ) : mars
- 四月(シガツ) : avril
- 五月(ゴガツ) : mai
- 六月(ロクガツ) : juin
- 七月(シチガツ) : juillet
- 八月(ハチガツ) : août
- 九月(クガツ) : septembre
- 十月(ジュウガツ) : octobre
- 十一月(ジュウイチガツ) : novembre
- 十二月(ジュウニガツ) : décembre

### Jours de la semaine
- 月曜日（げつようび) signifie lundi (ou jour de la lune), consulter 日 et Jours de la semaine en japonais pour les autres jours de la semaine.

## Histoire
Évolution du caractère

Écriture d'oracle.
Âge de bronze.
Grand sceau.
Sceau.

Ce kanji est une clé et un pictogramme, il a donc pour sens l'idée du dessin original, ici la lune.